# 貢欽
貢欽（？—？），字元禮，南直隸寧國府宣城縣人，民籍，明朝政治人物。

## 生平
成化十六年（1480年）庚子科應天鄉試第一名舉人（解元），二十年（1484年）甲辰科二甲第十六名進士。授吏部主事，升員外郎，弘治元年（1488年）九月充副使冊封藩王，升吏部文選司郎中，八年（1495年）十一月謫大名府同知，升順德府知府。明孝宗出郊祭祀時，眾官匍匐，明孝宗遠處看見貢欽，懷疑他沒有下跪，詢問後得知他身材高大，稱呼他為“長官”。貢欽詩文才情名冠一時，長沙李東陽曾有“秋水芙蓉”之稱。